# Pierrick Valdivia
Pierrick Valdivia (Bron, 14 april 1988) is een Franse voetballer (verdedigende middenvelder) die sinds 2009 voor de Franse tweedeklasser CS Sedan uitkomt. Hij genoot zijn jeugdopleiding bij Olympique Lyon. In 2008 kreeg hij zijn eerste profcontract bij Lyon, waar hij echter nooit aan spelen toekwam.

1 Petrić ·
2 Aguilar ·
3 Machado ·
4 Danso ·
7 Sotoca  ·
8 Nzola ·
9 Satriano ·
10 Costa ·
11 Fulgini ·
13 Chávez ·
14 Medina ·
15 Ojediran ·
16 Koffi ·
18 Diouf ·
19 Cabot ·
20 Sarr ·
22 Saïd ·
23 El Aynaoui ·
24 Gradit ·
26 Mendy ·
27 Bane ·
28 Thomasson ·
30 Ryan ·
34 Pouilly ·
36 Lebeau ·
37 Ganiou ·
38 Zaroury ·
Coach: W. Still
· Assistent-coach: N. Still